# Vytfutia labalaba
Espèce
Vytfutia labalaba est une espèce d'araignées aranéomorphes de la famille des Phyxelididae.

## Distribution
Cette espèce est endémique du Sabah en Malaisie,. Elle se rencontre sur le mont Kinabalu.

## Description
Le mâle holotype mesure 2,40 mm et la femelle paratype 3,25 mm.

## Systématique et taxinomie
Cette espèce a été décrite par Griswold en 2022.

## Publication originale
- Griswold, 2022 : « The lace web spider genus Vytfutia Deeleman-Reinhold (Araneae, Phyxelididae) in the Indo-Pacific region. » Proceedings of the California Academy of Sciences, sér. 4, vol. 67, no 14, p. 329-355.